# Relations entre l'Ouganda et l'Union européenne
Les relations entre l'Ouganda et l’Union européenne reposent principalement sur l'aide au développement et la coopération, notamment dans le cadre des opérations de maintien de la paix en Somalie. Pour la période 2008-2013, l'Union a accordé 439 millions d'euros à l'Ouganda pour moderniser ses infrastructures de transport, relancer l'agriculture, et soutenir le budget de l’État.
Le 4 mars 2014, Catherine Ashton, Haut Représentant de l'Union pour les affaires étrangères et la politique de sécurité a condamné, au nom de l'Union et de ses États membres, l'adoption d'une loi anti-homosexualité condamnant la « promotion » de celle-ci et obligeant à dénoncer les homosexuels.

## Sources

## Compléments